# Pelophylax terentievi
Pelophylax terentievi — вид земноводних родини жаб'ячих (Ranidae). Поширений у Центральній Азії. Мешкає в рівнинних і гірських водоймах. Один із 25 видів роду зелених жаб (Pelophylax).

## Опис
Невелика жаба, завдовжки до 8,5 см. За морфологією схожа на жабу озерну, від якої за зовнішніми ознаками практично не відрізняється, але значно дрібніша за неї, має гострішу морду й відносно невеликі очі, а також довші задні кінцівки та пальці. Достовірно відрізняється від жаби озерної лише за біохімічними ознаками.
У забарвленні верхньої частині тіла переважають зелені тони. Темно-коричневих плям на спині менше, ніж у жаби озерної. Завжди наявна світла дорсомедіальна смуга. Резонатори в самців темно-сірі.

## Поширення
Ареал охоплює Південний Таджикистан, деякі райони Синьцзяну (Китай) та Північного Афганістану.

## Особливості біології
Населяє рівнині місцевості, низовини в долинах, а також трапляється в гірській місцевості (до висоти 1100 м н. р. м). Часто тримається поблизу теплих джерел, озер, боліт та річок. Разом з тим може віддалятися в посушливіші місця. Місцями досягає значної чисельності.
Вихід із зимової сплячки в Таджикистані залежить від погодних умов і місцевості й відбувається як правило в кінці лютого — на початку березня. У теплий сезон жаби активні здебільшого в сутінках і вночі. Зимують звичайно в норах і пустотах у берегах водойм, рідше на суші (нори гризунів, тріщини й пустоти в ґрунті, дупла дерев поблизу водойм тощо).
За характером розмноження схожа із жабою озерною.
Живиться переважно комахами, іноді дрібними молюсками.

## Охорона
Стан більшості природних популяцій виду в межах ареалу залишається більш-менш стабільним. Саме тому він, згідно Червоного списку МСОП, отримав охоронний статус «відносно благополучний вид». Трапляється на природно-заповідних територіях.

## Систематика
Pelophylax terentievi — один із 25 видів роду зелених жаб (Pelophylax).
Pelophylax terentievi раніше розглядалася як підвид жаби озерної — Rana ridibunda terentievi. Вид описаний з Південного Таджикистану з околиці селища Обигарм (долина  р. Вахш) і  у 1992 році виділений на основі даних з біохімічної генетики (електрофорез білків).